# Coupe du Portugal de football 1969-1970
Navigation
1968-1969 1970-1971

La Coupe du Portugal de football 1969-1970 est la 30e édition de la Coupe du Portugal de football, considéré comme le deuxième trophée national le plus important derrière le championnat. 
La finale est jouée le 14 juin 1970, au stade national du Jamor, entre le Benfica Lisbonne et le Sporting Clube de Portugal. Le Benfica remporte son quatorzième trophée en battant le Sporting CP 3 à 1. Le Benfica se qualifie pour la Coupe d'Europe des vainqueurs de coupe de football 1970-1971.

## Finale
| 14 juin 1970 | Benfica Lisbonne | 3 - 1   | Sporting Clube de Portugal | Stade national du Jamor               |                                       |
|              |                  | (1 - 0) |                            | Arbitrage : Henrique Marques da Silva | Arbitrage : Henrique Marques da Silva |
|              | Feuille de match |         |                            | Arbitrage : Henrique Marques da Silva | Arbitrage : Henrique Marques da Silva |